# 巨济岛事件

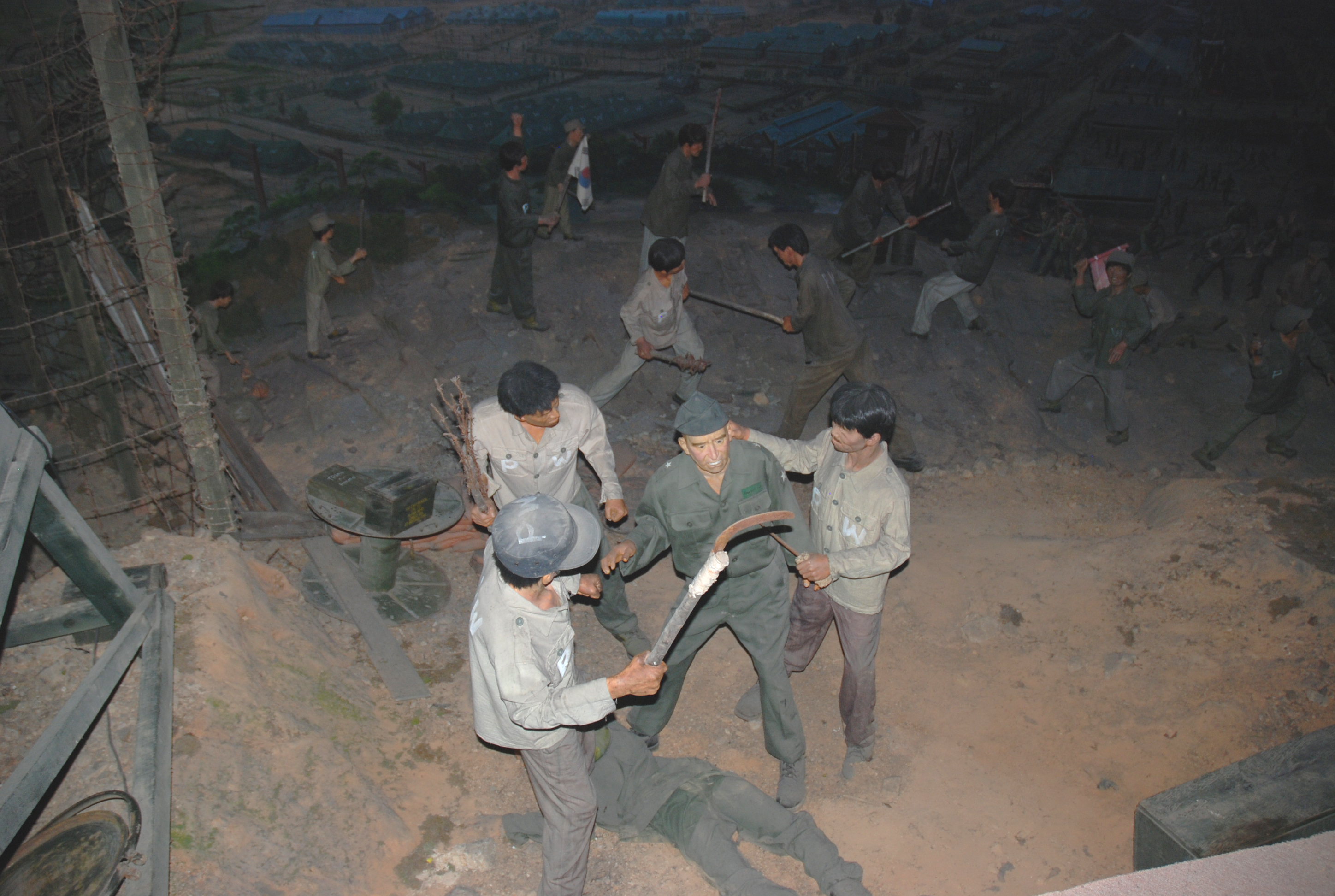
巨濟島戰俘營內的巨濟島事件立體模型

巨济岛事件，是指朝鮮戰爭期間，巨濟島戰俘營中的朝鮮人民軍以及中国人民志愿军戰俘暴动、扣押戰俘營的美軍指揮官法蘭西斯·杜德准將為人質事件以及而后美军对发起暴动的中朝战俘进行的镇压。

## 背景

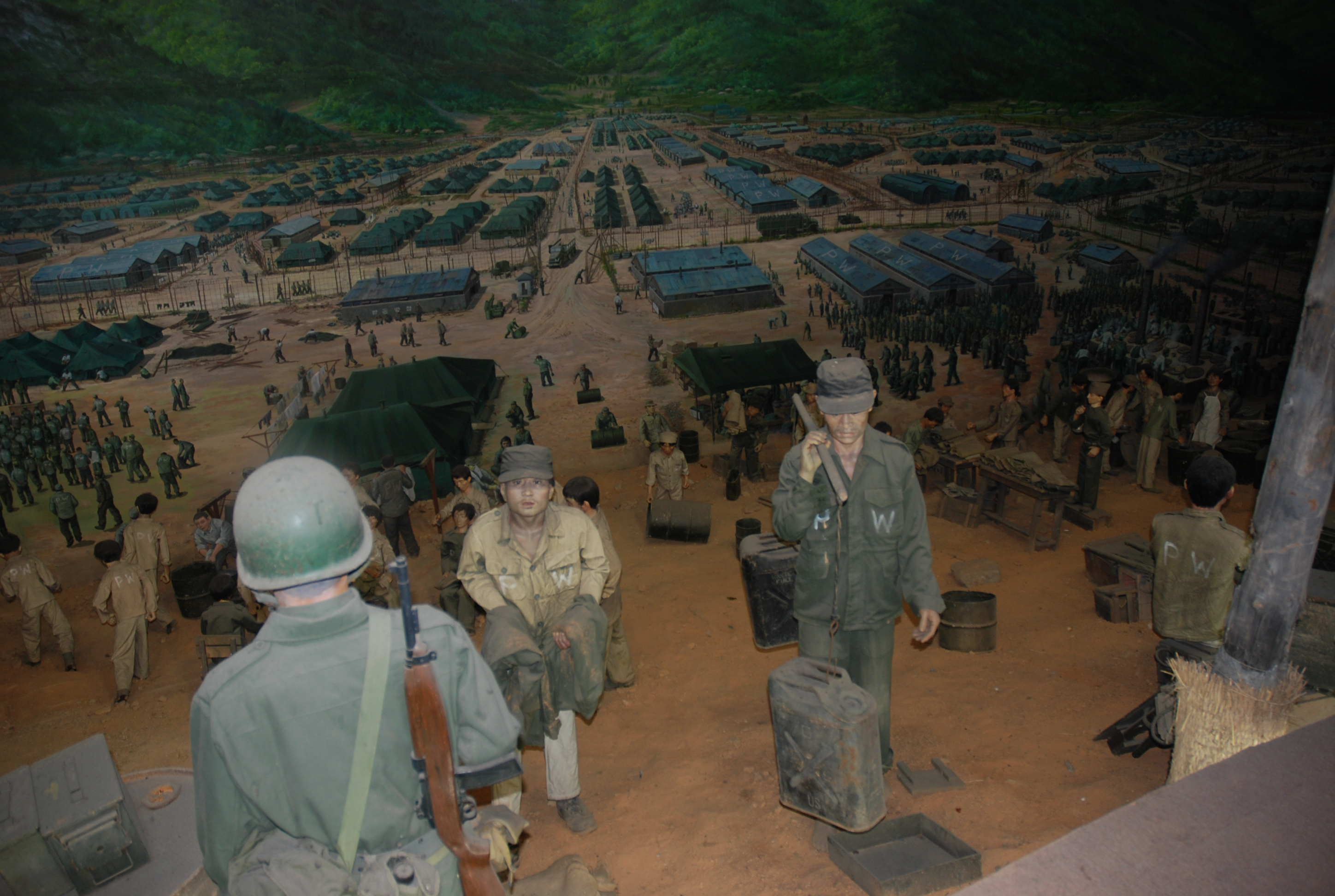
巨濟島戰俘營遺址

1951年11月，美軍在韓國第二大島巨濟島，建立了當時世界上最大的戰俘營——巨濟島戰俘營。關押的朝鮮人民軍戰俘有15萬人，另有2萬多名中國人民志願軍戰俘，大部分關押在第71、第72和第86號戰俘營。
1953年6月8日，中国人民志愿军、朝鲜人民军與聯合國軍簽署了戰俘遣返協定。8月5日，開始遣返戰俘，直到9月6日戰俘營關閉。经第三国进行自愿甄别后，志愿军战俘有1.4万最后到了台湾。选择中国大陆的志愿军战俘，此后长期受到政治审查，直到1980年代政策改變。
志愿军战俘大部分关押在第71、第72和第86号战俘营。许多战俘在35年後回中國大陆后表示，在国民党势力胁迫下，不得不将标语和图案纹在自己的胸口和双臂上是战俘众多表明立场的选择之一，刺上的标语包括“ANTI-REDS”、“杀朱拔毛”、“蒋委员长万岁”和象征中华民国的青天白日滿地紅旗。
亲共战俘同样建立了组织，71战俘营被称为“巨济岛小延安”由於雙方的鬥爭，估計導致2,000名戰俘死亡。战俘张光普参加了去物资仓库的栈头工作的劳工队，他见劳工队的人吃得好，“对敌斗争积极性”不强就偷偷一把火把堆成山的物资烧了。1951年秋人民法庭处决了15名反共战俘。之后美军开始大大加强岛上的兵力。

## 事件
1951年10月9日，志愿军第86号战俘营发生“夺旗斗争”。在美军神父的指使下，反共战俘于第二天双十节升起青天白日旗，亲共战俘夺下并烧毁了青天白日旗,而后美国兵闯进战俘营，80多名亲共暴动战俘遭镇压，时年20岁的王绍其被打死。
1952年4月8日，美军对战俘营的中朝战俘强行实施“遣返甄别”。从四川大学参军的志愿军战俘林学逋，在第72号战俘营因煽动狱友回国而被反共战俘挖心示众。第71战俘营的战俘为激励第72战俘营同伴的举動，在巨济岛升起了第一面五星红旗，遭到美军制止。
1952年5月7日，在志愿军战俘的配合下，朝鲜人民军战俘在战俘营门口将美军战俘营司令杜德将军扣留。中朝战俘打出标语：“答应要求，保障安全；如武力镇压，后果自负”。美第八军司令两次紧急来到巨济岛，他下令称，决不答应战俘要求，必要时将实施武力镇压，并把准备镇压的时间定为5月10日。中朝战俘们并未达成一致，經過談判美军最后决定答应战俘的要求，并被迫在战俘营召开了“朝中战俘代表大会”。杜德将军被迫签署战俘的文件（上面写有对战俘大量虐杀、机枪扫射、拿战俘进行细菌毒气原子弹试验）。
大会上，中朝战俘代表一起控诉美方为胁迫战俘逃离中共。3天后，杜德被释放，之后美军对暴动的中朝战俘进行了镇压。美军决心恢复正常的战俘和看管者关系，向戰俘首領李學九大校（被俘前是朝鮮第13師參謀長）下令，戰俘以150人為單位整隊出營，移到新營地，进行暴动，美軍因此出动187空降团，使用催泪弹（中方记载一律称为毒气弹）和衝撃手榴彈占领该营，期间有31名战俘和1名美军死亡，之后发现了16具红色战俘所杀的战俘尸体和大批自製武器（包括4,500把刀，3,000把矛，1,000顆汽油彈等）。

## 事后
克拉克将军组织了委员会调查这一事件，杜德和查尔斯-科尔森将军都因让共产党获得宣传胜利而被批评。杜德被降为上校。他于1973年去世。T. M. Watlington将军曾试图为杜德正名未果。
事后，美方把坚决要求返回中国大陆的6000多名志愿军战俘转运到济州岛，1952年10月1日，在中华人民共和国3周年国庆之日，被关押在济州岛的中国战俘升起了10面五星红旗，表达对中共的忠诚。美军动用11辆坦克和两个营的美军士兵，试图夺取五星红旗。志愿军战俘们同美军展开暴动，伤亡巨大，护旗队员均被击毙。

## 紀念
現在於巨济岛戰俘營遺址上，建成了一座遺址公園。